# Joe Dempsie
Joseph "Joe" Maxwell Dempsie (Liverpool, Merseyside, 22 de juny de 1987) és un actor anglès, conegut principalment pel paper de Chris Miles al drama adolescent Skins i pel seu paper actual de Gendry a la sèrie de televisió de Game of Thrones.

## Filmografia

### Televisió
| Any       | Títol                    | Paper                  | Notes                                                          |
| --------- | ------------------------ | ---------------------- | -------------------------------------------------------------- |
| 2000      | Peak Practice            | Leon                   | Temporada 10, capítol 10, "Playing God"                        |
| 2001      | Doctors                  | Lee Lindsay            | Temporada 3, capítol 1, "Sins of the Brother"                  |
| 2003      | Sweet Medicine           | Ben Campbell           | Temporada 1, capítol 2                                         |
| 2004      | Doctors                  | Danny                  | Temporada 6, capítol 132, "Rabbit in the Headlights"           |
| 2005      | Born and Bred            | Humphrey 'Bogie' Locke | Temporada 4, capítol 3, "Community Spirits"                    |
| 2007–2008 | Skins                    | Chris Miles            | Temporades 1 i 2                                               |
| 2008      | Doctor Who               | Cline                  | Temporada 4, capítol 6, "Doctor's Daughter"                    |
| 2008      | Merlin                   | William                | Temporada 1, capítol 10, "The Moment of Truth"                 |
| 2010      | This Is England '86      | Higgy                  | Capítols 1 i 3                                                 |
| 2011–2013 | Game of Thrones          | Gendry                 | 17 capítols Secundari (temporades 1–2) Principal (temporada 3) |
| 2011      | The Fades                | John                   | Capítols 3, 4, 5 i 6                                           |
| 2011      | Moving On                | Kieran Murphy          | Capítol 5                                                      |
| 2012      | Murder: Joint Enterprise | Stefan                 | Pel·lícula de TV                                               |
| 2012      | Accused                  | Martin Cormack         | Capítol 2                                                      |
| 2013      | Southcliffe              | Chris Cooper           | Mini-sèrie de TV                                               |
| 2014      | New Worlds               | Ned Hawkins            |                                                                |
| 2015      | The Gamechangers         | Jamie King             |                                                                |
| 2015      | This Is England '90      | Higgy                  | Mini-sèrie de TV                                               |

### Pel·lícules
| Any  | Títol                     | Paper           | Notes |
| ---- | ------------------------- | --------------- | ----- |
| 2002 | Heartlands                | Craig           |       |
| 2003 | One for the Road          | Joyrider        |       |
| 2009 | Spirited                  | Dean            |       |
| 2009 | The Damned United         | Duncan McKenzie |       |
| 2010 | Edge                      | Philip          |       |
| 2011 | Blitz                     | Theo Nelson     |       |
| 2014 | Monsters: Dark Continent' | Frankie         |       |
| 2015 | I Believe In Miracles     | Ell mateix      |       |